# Rebeca Wild
Rebeca Wild (Berlín, 1939 - Tumbaco, Ecuador, 31 de octubre de 2015) fue un filóloga y docente de música alemana. Estudió Filología germánica, pedagogía musical y pedagogía Montessori en Múnich, Nueva York y Puerto Rico. En 1961 se trasladó a Ecuador, y en 1977 fundó junto con su marido Mauricio Wild el Centro Educativo Pestalozzi.

## Pedagogía
Centro Educativo Pestalozzi fue nombrado así como reconocimiento al pedagogo suizo Johannes Heinrich Pestalozzi. Según sus creadores, fue creado como respuesta al fracaso educativo de su propio hijo, que había sido educado bajo los principios de Montessori, Piaget y Pestalozzi. Posteriormente, crearon una comunidad conformada por una decena de familias llamada "El león dormido". Los padres acompañaban a sus hijos en los espacios escolares, que estaban dispuestos para que, tanto niños como adultos, interactuaran y aprendieran.
Su pedagogía se basa en la interacción de los estudiantes y su entorno. Wild propone que los seres humanos disponen de las herramientas para percibir e interpretar al mundo y de tienen la capacidad para tomar decisiones propias. Bajo estas premisas, los alumnos desarrollan roles, capacidades y habilidades a través de la experimentación.
El centro se compone por tres niveles educativos: jardín infantil, escuela y educación permanente.

## Etapas del desarrollo
Según Wild, las etapas del desarrollo del ser humano se clasificarían según la siguiente cronología:
1. Etapa prenatal: las experiencias positivas favorecen el desarrollo del lazo entre madre, padre e hijo.
2. Primera infancia, de 0 a 3 años: el contacto físico y una atención tranquila fomentan el desarrollo de la independencia del/la niño/a. En el momento del llanto, el adulto no debe acercarse enseguida, ya que el/la niño/a asocia la solución de sus problemas a la resolución exterior a través del llanto.
3. Etapa preoperativa, de 3 a 7/8 años: una vez conseguida una cierta autonomía, algunas veces surge miedo a hacer cosas que antes se realizaban sin ningún problema. Es un comportamiento inconsciente para reestructurar las vivencias anteriores.
4. Etapa operativa, de 7/8 a 13/14 años: Es una nueva oferta vital en la que los adultos deben esforzarse para crear un ambiente en sintonía con las necesidades de esta época más sensible.
5. Adolescencia y transición a la adultez, de 13 a 24 años: los adultos debemos comprender lo que está pasando dentro del organismo del adolescente, y así fomentar que estos comportamientos se conviertan en nuevas relaciones.
6. Etapa del desarrollo de los adultos: buscar condiciones que favorecen las actividades espontáneas y la creatividad, para activar el potencial y ampliar el contacto con la vida.

## Obra
- Wild, R. Libertad y límites: Amor y respeto. Lo que los niños necesitan de nosotros. (título original: Freiheit und Grenzen - Liebe und Respekt.). Herder, Barcelona, 2006. ISBN 9788425424854
- Wild, R. La vida en una escuela no directiva: Diálogos entre jóvenes y adultos (título original: Genügend gute Eltern). Herder, Barcelona, 2009. ISBN 9788425425844
- Wild, R. Educar para ser: Vivencias de una escuela activa (título original: Erziehung zum Sein). Herder, Barcelona, 2011. ISBN 9788425428463
- Wild, R. Aprender a vivir con niños (título original: Mit Kindern leben lernen). Herder, Barcelona, 2016. ISBN 9788425425233
- Wild, R. Etapas del desarrollo. Herder, Barcelona, 2016. ISBN 9788425438905